# Béatrice Dalle
Béatrice Françoise Odona Cabarrou (Brest, Bretaña, 19 de diciembre de 1964), conocida como Béatrice Dalle, es una actriz francesa. Protagonizó las películas Adentro, Trouble Every Day, Betty Blue y Lux Æterna.

## Trayectoria
A los quince años, Béatrice dejó Le Mans, ciudad donde ha crecido, para vivir en París. Se vuelve conocida en el mundo del rock alternativo al posar para la revista Foto. Su imagen le interesó al director de audiciones y futuro agente artístico Dominique Besnehard, quien en 1985 le propone protagonizar Betty Blue de Jean-Jacques Beineix. En el rol de Betty, contribuyó al éxito de público internacional de la película e inicia su carrera cinematográfica.
En 1990, coprotagonizó junto a Isabelle Huppert el filme La venganza de una mujer, y comienza a trabajar con jóvenes promesas del cine independiente estaadounidense, como Jim Jarmusch o Abel Ferrara, y trabajó con Claire Denis en las películas Trouble Every Day y El Intruso.
En entrevista con Libération, en 2004, confesó: «No leo nunca los guiones, no conozco el casting de una película antes de escogerlo: lo único que cuenta es el sentimiento de una escena que me pide hacerla. Quiero personalidades fuertes, es mi criterio de elección.»[cita requerida]
En 2007, Béatrice Dalle es la estrella de la intriga Truands de Frédéric Schoendoerffer, después de la película de horror Adentro de Julien Maury y Alexandre Bustillo, donde tiene el rol de una mujer dispuesta a todo para arrancar un niño, a punto de nacer, del vientre de su madre. En 2010, interpretó a Gloria en la película Bye bye Blondie, adaptación de la novela de Virginie Despentes. 
En 2014, hace la obra de teatro Lucrèce Borgia puesta en escena por David Bobée
En octubre de 2017, Béatrice Dalle estuvo en Burdeos acompañada por Virginie Despentes y el grupo Zëro para las lecturas musicales de la obra de Pasolini. El acontecimiento se celebró en el TNBA y fue parte de la programación del Festival Internacional de cine Independiente de Burdeos, donde fue entrevistada por el director Romain Barreau sobre su carrera.

## Vida privada
En 1985, se casó con el pintor Jean-François Dalle, y se divorció tres años después conservando su apellido. Unos meses después Jean-François Dalle intenta suicidarse. [cita requerida]
En 1992, fue condenada por hurto de joyas en París y por uso de estupefacientes, y en 1999 fue arrestada en Miami por posesión de cocaína.[cita requerida]
Tras una relación con Arno Klarsfeld y otra con el rapero Joeystarr, el 3 de enero de 2003 se casó en la prisión de Brest con Guénaël Meziani, encarcelado por violación y a quien conoció en esa institución penitenciaria durante el rodaje de la adaptación cinematográfica de Cabeza de oro de Gilles Blanchard.En 2013, se divorció de Meziani, y comenzó a salir con Eddy, un profesor de MMA.

## Filmografía
| Año  | Título                           | Notas                               |
| ---- | -------------------------------- | ----------------------------------- |
| 2024 | Maldoror                         |                                     |
| 2024 | Disparition inquiétante          | Miniserie de televisión, 1 episodio |
| 2023 | La bonheur est pour demain       |                                     |
| 2023 | La bestia en la jungla           |                                     |
| 2022 | The sun shines brighter          | Cortometraje                        |
| 2022 | Fils de, la série                | Serie de televisión, 8 episodios    |
| 2021 | L'amour c'est mieux que la vie   |                                     |
| 2021 | Capitaine Marleau                | Serie de televisión, 1 episodio     |
| 2020 | Redémption Zéro                  | Cortometraje                        |
| 2019 | Toute ressemblance               |                                     |
| 2019 | À l'intérieur                    | Serie de televisión, 6 episodios    |
| 2019 | La vertu des imponderábles       |                                     |
| 2019 | Lux Æterna                       |                                     |
| 2018 | Ten Percent                      | Serie de televisión, 1 episodio     |
| 2018 | Une charogne                     | Cortometraje                        |
| 2018 | Bonhomme                         |                                     |
| 2018 | The Happy Prince                 |                                     |
| 2017 | Chacun sa vie                    |                                     |
| 2015 | Malaterra                        | Serie de televisión, 8 episodios    |
| 2014 | ABC of Death 2                   | segmento "X"                        |
| 2014 | Rosenn                           |                                     |
| 2014 | Aux yeux des vivants             |                                     |
| 2013 | Fumer tue                        | Cortometraje                        |
| 2013 | Myster Mocky présente            | Serie de televisión, 1 episodio     |
| 2013 | Les recontres d'après minuit     |                                     |
| 2013 | Meine Schwestern                 |                                     |
| 2013 | Le renard jaune                  |                                     |
| 2012 | L'étoile du jour                 |                                     |
| 2012 | Punk                             | Película para televisión            |
| 2011 | Bye bye blondie                  |                                     |
| 2011 | Notre paradis                    |                                     |
| 2011 | Livide                           |                                     |
| 2011 | Jimmy Rivière                    |                                     |
| 2010 | De l'encre                       | Película para televisión            |
| 2009 | Domaine                          |                                     |
| 2008 | New Wave                         | Película para televisión            |
| 2008 | Les bureaux de Dieu              |                                     |
| 2007 | Adentro                          |                                     |
| 2007 | Truands                          |                                     |
| 2006 | Cabeza de oro                    |                                     |
| 2005 | Dans tes rêves                   |                                     |
| 2004 | L'intrus                         |                                     |
| 2004 | Bab el shams                     |                                     |
| 2004 | Clean                            |                                     |
| 2004 | Process                          |                                     |
| 2003 | El tiempo del lobo               |                                     |
| 2003 | Vendetta                         | Cortometraje                        |
| 2002 | Les oreilles sur le dos          | Película para televisión            |
| 2002 | Tamala 2010: A Punk Cat in Space |                                     |
| 2002 | 17 fois Cécile Cassard           |                                     |
| 2001 | H Story                          |                                     |
| 2001 | Trouble Every Day                |                                     |
| 2000 | La vérité vraie                  |                                     |
| 1999 | Toni                             |                                     |
| 1997 | Al límite                        |                                     |
| 1997 | The Blackout                     |                                     |
| 1997 | Clubbed to Death (Lola)          |                                     |
| 1995 | Désiré                           |                                     |
| 1994 | À la folie                       |                                     |
| 1994 | J'ai pas sommeil                 |                                     |
| 1992 | La Belle Histoire                |                                     |
| 1991 | Night on Earth                   |                                     |
| 1990 | La venganza de una mujer         |                                     |
| 1989 | Les bois noirs                   |                                     |
| 1989 | Chimère                          |                                     |
| 1988 | La visione de sabba              |                                     |
| 1986 | On a volé Charlie Spencer        |                                     |
| 1986 | Betty Blue                       |                                     |

- Figura en el clip "Carnivore" del grupo francés Los Chicos Carniceros en 1988 y en el del grupo A-ha, "Move to Memphis", en 1993.
- Aparece en el episodio «La mano del destino» de la serie Hitchcock by Mocky de Jean-Pierre Mocky

## Teatro
- 2014 : Lucrèce Borgia de Victor Hugo, puesto en escena por David Bobée - Castillo de Grignan, gira

## Libro audio
- La Novela de Tristan y Iseut, leído por Béatrice Dalle, 4 CD, ediciones Frémeaux, 2013.